# Anthelia mahenensis
Anthelia mahenensis is een zachte koraalsoort uit de familie Xeniidae. De koraalsoort komt uit het geslacht Anthelia. Anthelia mahenensis werd in 2008 voor het eerst wetenschappelijk beschreven door Janes. 